# Gohing
Gohing (ou Going) est une localité du Cameroun située dans le département du Mayo-Kani et la Région de l'Extrême-Nord, à proximité de la frontière avec le Tchad. Elle fait partie de la commune de Kaélé et Lara.

## Population
En 1970 la localité comptait 1 039 habitants, des Moundang. À cette date elle disposait d'une école publique à cycle complet.
Lors du recensement de 2005, 2 839 personnes y ont été dénombrées.